# Almirante Latorre (2020)
La Almirante Latorre (FFG-14), ex HMAS Melbourne (FFG 05), es una fragata de la clase Adelaide en servicio con la Armada de Chile desde 2020. Anteriormente sirvió en la Royal Australian Navy de 1992 a 2019.

## Historia de servicio

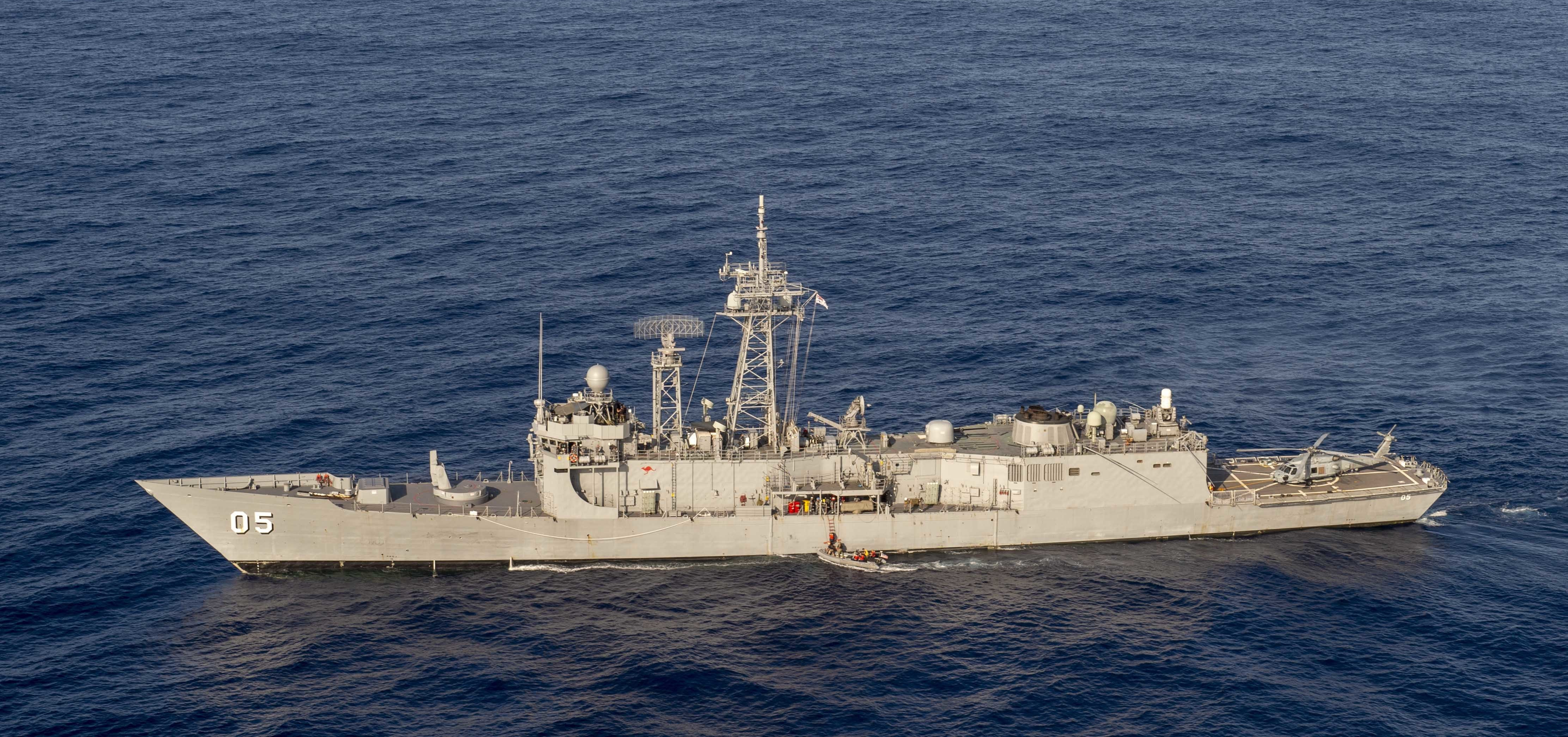
La fragata Almirante Latorre (FFG-14), cuando aún era la HMAS Melbourne (FFG 05), año 2019.

La HMAS Melbourne fue asignada en 1992 y estuvo en servicio hasta 2019.
En 2020 la marina chilena adquirió a las HMAS Melbourne y HMAS Newcastle a fin de sustituir a las fragatas antiaéreas Almirante Latorre y Capitán Prat que estaban en servicio desde 2006. La Melboure y Newcastle cambiaron su nombre a Almirante Latorre y Capitán Prat respectivamente; y fueron transferidas en Sídney el 15 de abril de 2020. Ambas unidades arribaron a Valparaíso el 18 de junio del mismo año.